# Cypr w Konkursie Piosenki Eurowizji
Cypr uczestniczy w Konkursie Piosenki Eurowizji od 1981. Od debiutu przygotowaniami do konkursu zajmuje się nadawca publiczny Radiofonikó Ídruma Kúprou (RIK).
Najwyższym wynikiem kraju w konkursie jest drugie miejsce, które w 2018 zajęła Eleni Fureira z piosenką „Fuego”
Cypr dwukrotnie nie wystawił swojego reprezentanta na konkurs: w 1988 i 2001. Podczas finału konkursu w 1988 kraj miał reprezentować Jannis Dimitru z piosenką „Timame”, jednak CyBC nie dopuścił go do występu z powodu wykonania piosenki podczas cypryjskich selekcji w 1984, co naruszało regulamin konkursu. W 2001 nadawca nie został dopuszczony do udziału w 46. Konkursie Piosenki Eurowizji z powodu słabych wyników osiągniętych w poprzednich latach.

## Uczestnictwo
Cypr uczestniczy w Konkursie Piosenki Eurowizji od 1981. Poniższa tabela uwzględnia nazwiska wszystkich cypryjskich reprezentantów, tytuły konkursowych piosenek oraz wyniki w poszczególnych latach.
| Rok  | Wykonawca                             | Piosenka                       | Finał              | Finał              | Półfinał                    | Półfinał                    |
| Rok  | Wykonawca                             | Piosenka                       | Miejsce            | Punkty             | Miejsce                     | Punkty                      |
| ---- | ------------------------------------- | ------------------------------ | ------------------ | ------------------ | --------------------------- | --------------------------- |
| 1981 | Island                                | „Monika”                       | 6                  | 69                 | Brak rundy półfinałowej     | Brak rundy półfinałowej     |
| 1982 | Ana Wisi                              | „Mono i ajapi”                 | 5                  | 85                 | Brak rundy półfinałowej     | Brak rundy półfinałowej     |
| 1983 | Stavros i Constantina                 | „I ajapi akomi zi”             | 16                 | 26                 | Brak rundy półfinałowej     | Brak rundy półfinałowej     |
| 1984 | Andy Paul                             | „Anna Maria Elena”             | 15                 | 31                 | Brak rundy półfinałowej     | Brak rundy półfinałowej     |
| 1985 | Lia Wisi                              | „To katalawa arja”             | 16                 | 15                 | Brak rundy półfinałowej     | Brak rundy półfinałowej     |
| 1986 | Elpida                                | „Tora zo”                      | 20                 | 4                  | Brak rundy półfinałowej     | Brak rundy półfinałowej     |
| 1987 | Aleksia Wasiliu                       | „Aspro-mawro”                  | 7                  | 80                 | Brak rundy półfinałowej     | Brak rundy półfinałowej     |
| 1988 | Janis Dimitriu                        | „Timame”                       | Dyskwalifikacja    | Dyskwalifikacja    | Brak rundy półfinałowej     | Brak rundy półfinałowej     |
| 1989 | Janis Sawidakis i Fani Polimeri       | „Apopse as wretume”            | 11                 | 51                 | Brak rundy półfinałowej     | Brak rundy półfinałowej     |
| 1990 | Charis Anastasiu                      | „Milas poli”                   | 14                 | 36                 | Brak rundy półfinałowej     | Brak rundy półfinałowej     |
| 1991 | Elena Patroklu                        | „SOS”                          | 9                  | 60                 | Brak rundy półfinałowej     | Brak rundy półfinałowej     |
| 1992 | Evridiki                              | „Teriazume”                    | 11                 | 57                 | Brak rundy półfinałowej     | Brak rundy półfinałowej     |
| 1993 | Kiriakos Zimbulakis i Dimos Wan Bekie | „Mi stamatas”                  | 19                 | 17                 | Kvalifikacija za Millstreet | Kvalifikacija za Millstreet |
| 1994 | Evridiki                              | „Ime antropos ki ego”          | 11                 | 51                 | Brak rundy półfinałowej     | Brak rundy półfinałowej     |
| 1995 | Aleks Panajis                         | „Sti fotia”                    | 9                  | 79                 | Brak rundy półfinałowej     | Brak rundy półfinałowej     |
| 1996 | Konstandinos Christoforu              | „Mono ja mas”                  | 9                  | 72                 | 15                          | 42                          |
| 1997 | Hara i Andreas Konstandinu            | „Mana mu”                      | 5                  | 98                 | Brak rundy półfinałowej     | Brak rundy półfinałowej     |
| 1998 | Michalis Chadzijanis                  | „Jenesis”                      | 11                 | 37                 | Brak rundy półfinałowej     | Brak rundy półfinałowej     |
| 1999 | Marlen Angelidu                       | „Ta ’ne erotas”                | 22                 | 2                  | Brak rundy półfinałowej     | Brak rundy półfinałowej     |
| 2000 | Voice                                 | „Nomiza”                       | 21                 | 8                  | Brak rundy półfinałowej     | Brak rundy półfinałowej     |
| 2001 | Brak reprezentanta                    | Brak reprezentanta             | Brak reprezentanta | Brak reprezentanta | Brak rundy półfinałowej     | Brak rundy półfinałowej     |
| 2002 | One                                   | „Gimme”                        | 6                  | 85                 | Brak rundy półfinałowej     | Brak rundy półfinałowej     |
| 2003 | Stelios Konstandas                    | „Feeling Alive”                | 20                 | 15                 | Brak rundy półfinałowej     | Brak rundy półfinałowej     |
| 2004 | Liza Andreas                          | „Stronger Every Minute”        | 5                  | 170                | 5                           | 149                         |
| 2005 | Konstandinos Christoforu              | „Ela Ela (Come Baby)”          | 18                 | 46                 | Top 12                      | Top 12                      |
| 2006 | Annette Artani                        | „Why Angels Cry”               | –                  | –                  | 15                          | 57                          |
| 2007 | Evridiki i Dimitris Korjalas          | „Comme çi, comme ça”           | –                  | –                  | 15                          | 65                          |
| 2008 | Ewdokia Kadi                          | „Femme Fatale”                 | –                  | –                  | 15                          | 36                          |
| 2009 | Christina Metaksa                     | „Firefly”                      | –                  | –                  | 14                          | 32                          |
| 2010 | Jon Lilygreen & The Islanders         | „Life Looks Better Spring”     | 21                 | 27                 | 10                          | 67                          |
| 2011 | Christos Milordos                     | „San aggelos s’agapisa”        | –                  | –                  | 18                          | 16                          |
| 2012 | Ivi Adamou                            | „La La Love”                   | 16                 | 65                 | 7                           | 91                          |
| 2013 | Despina Olimbiu                       | „An me timase”                 | –                  | –                  | 15                          | 11                          |
| 2014 | Brak reprezentanta                    | Brak reprezentanta             | Brak reprezentanta | Brak reprezentanta | Brak reprezentanta          | Brak reprezentanta          |
| 2015 | Jannis Karajannis                     | „One Thing I Should Have Done” | 22                 | 11                 | 6                           | 87                          |
| 2016 | Minus One                             | „Alter Ego”                    | 21                 | 96                 | 8                           | 164                         |
| 2017 | Hovig                                 | „Gravity”                      | 21                 | 68                 | 5                           | 164                         |
| 2018 | Eleni Fureira                         | „Fuego”                        | 2                  | 436                | 2                           | 262                         |
| 2019 | Tamta                                 | „Replay”                       | 13                 | 109                | 9                           | 149                         |
| 2020 | Sandro                                | „Running”                      | Konkurs odwołany   | Konkurs odwołany   | Konkurs odwołany            | Konkurs odwołany            |
| 2021 | Elena Tsangrinu                       | „El Diablo”                    | 16                 | 94                 | 6                           | 170                         |
| 2022 | Andromache                            | „Ela”                          | –                  | –                  | 12                          | 63                          |
| 2023 | Andrew Lambrou                        | „Break a Broken Heart”         | 12                 | 126                | 7                           | 94                          |
| 2024 | Silia Kapsis                          | „Liar”                         | 15                 | 78                 | 6                           | 67                          |
| 2025 | Theo Evan                             | „Shh”                          | –                  | –                  | 11                          | 44                          |
| 2026 |                                       |                                |                    |                    |                             |                             |

## Historia głosowania w finale (1981–2025)
Poniższe tabele pokazują, którym krajom Cypr przyznaje w finale najwięcej punktów oraz od których państw cypryjscy reprezentanci otrzymują najwyższe noty.
| Lp. | Kraj      | Punkty |
| --- | --------- | ------ |
| 1   | Grecja    | 437    |
| 2   | Włochy    | 163    |
| 3   | Francja   | 150    |
| 4   | Szwecja   | 149    |
| 5   | Hiszpania | 143    |

| Lp. | Kraj            | Punkty |
| --- | --------------- | ------ |
| 1   | Grecja          | 369    |
| 2   | Malta           | 105    |
| 3   | Wielka Brytania | 90     |
| 4   | Hiszpania       | 78     |
| 5   | Szwecja         | 72     |

## Nagrody im. Marcela Bezençona
Nagroda Kompozytorów
| Rok  | Piosenka                | Wykonawca    |
| ---- | ----------------------- | ------------ |
| 2004 | „Stronger Every Minute” | Lisa Andreas |

Nagroda Artystyczna
| Rok  | Piosenka | Wykonawca     |
| ---- | -------- | ------------- |
| 2018 | „Fuego”  | Eleni Fureira |